# Nouaillé-Maupertuis
Nouaillé-Maupertuis is een Franse gemeente in het departement Vienne, in de regio Nouvelle-Aquitaine. De gemeente heeft 2588 inwoners (2005) en een oppervlakte van 22,13 km².
Op 19 september 1356, tijdens de Honderdjarige Oorlog, vond hier de Slag bij Poitiers plaats, die ook wel bekendstaat als de Slag van Maupertuis of de Slag van Nouaillé.

## Geografie

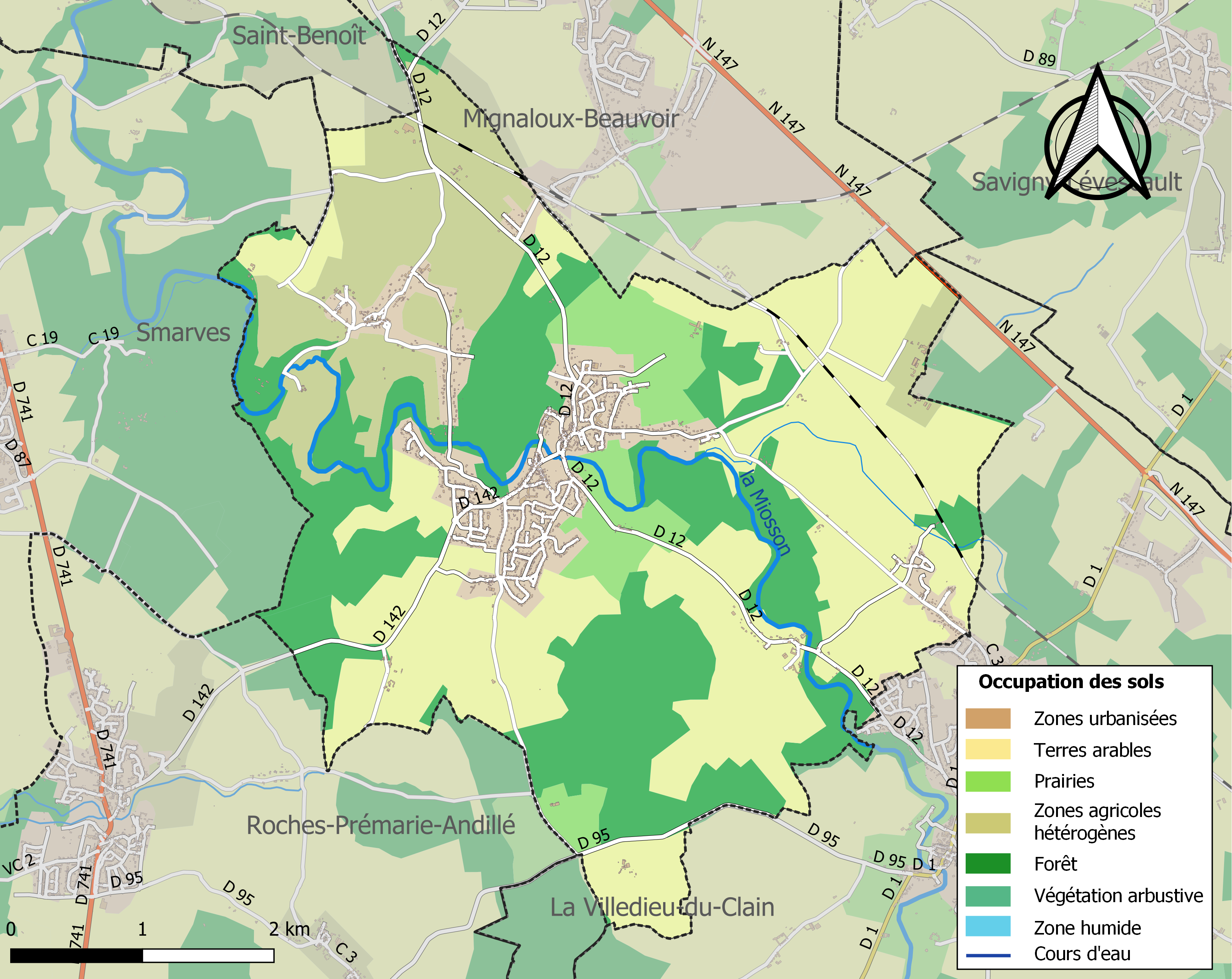
Kaart van de gemeente met de belangrijkste infrastructuur, bodemgebruik en omliggende gemeenten

## Verkeer
De spoorweghalte Mignaloux - Nouaillé ligt langs de gemeentegrens met en op het grondgebied van de gemeente Mignaloux-Beauvoir.

## Demografie
Onderstaande figuur toont het verloop van het inwonertal (bron: INSEE-tellingen).